# Estrada
Estrada ist ein spanischer Familienname.

## Namensträger
- Alberto Estrada (Leichtathlet) (* vor 1918), chilenischer Leichtathlet
- Alberto R. Estrada (* 1953), kubanischer Biologe
- Andrés Estrada (* 1967), kolumbianischer Fußballspieler
- Andrés Orozco-Estrada (* 1977), kolumbianischer Dirigent
- Ana Maria Estrada, peruanische Schauspielerin und Filmemacherin
- Arturo Estrada Hernández (* 1925), mexikanischer Künstler
- Beatriz de Estrada (1524?–1590), mexikanische Frau des Schatzmeisters von Neuspanien
- Carla Estrada (* 1956), mexikanische Fernsehproduzentin
- Carlos Estrada (Komponist) (1909–1970), uruguayischer Komponist, Dirigent und Musikpädagoge
- Carlos Estrada (Schauspieler, 1927) (1927–2001), argentinischer Schauspieler
- Carlos Estrada (Schauspieler, 199?), US-amerikanischer Schauspieler
- Carlos Estrada (Fußballspieler) (* 1961), kolumbianischer Fußballspieler
- Carlos López Estrada (* 1988), US-amerikanisch-mexikanischer Regisseur
- Catalina Estrada (* 1998), costa-ricanische Fußballspielerin
- Ceferino Estrada (1945–2003), mexikanischer Radrennfahrer
- Daniel Estrada Agirrezabalaga (* 1987), spanischer Fußballspieler
- Daniel Estrada Pérez (1947–2003), peruanischer Rechtsanwalt und Politiker
- Debra Baptist-Estrada, belizianische Zollbeamtin
- Dorothy Estrada-Tanck, mexikanische Rechtswissenschaftlerin, seit 2020 Vorsitzende der WGDAW
- Eduardo Estrada Guzmán (* 1953), ecuadorianischer Historiker
- Enrique Estrada (1927–2013), mexikanischer Mediziner, Botaniker und Geograph
- Erik Estrada (* 1949), US-amerikanischer Schauspieler
- Erik-Michael Estrada (* 1979), US-amerikanischer Sänger und Schauspieler
- Ezequiel Martínez Estrada (1895–1964), argentinischer Schriftsteller
- Francisco Estrada (1807–1880), spanischer Diplomat
- Francisco Espartaco García Estrada (1920–2004), mexikanischer Botschafter
- Genaro Estrada Félix (1887–1937), mexikanischer Historiker und Botschafter
- Hernan Duque de Estrada (* um 1475; † 1551), Botschafter des katholischen Königspaars bei Heinrich VII. von England
- Isabel Estrada Carvalhais (* 1973), portugiesische Politikerin und Hochschullehrerin
- Jason Estrada (* 1980), US-amerikanischer Schwergewichtsboxer
- Javier Estrada Fernández (* 1976), spanischer Fußballschiedsrichter
- Jinggoy Estrada (* 1963), philippinischer Schauspieler und Politiker, siehe Jose Pimentel Ejercito junior
- Joaquim Osório Duque Estrada (1870–1927), brasilianischer Dichter und Journalist
- John L. Estrada (* 1955), US-amerikanischer Sergeant Major
- Jorge Iván Estrada (* 1983), mexikanischer Fußballspieler
- Jorge Estrada Solórzano (* 1961), mexikanischer Geistlicher und Bischof von Gómez Palacio
- José Dolores Estrada Morales (1869–1939), nicaraguanischer Politiker, Präsident von Nicaragua
- José Dolores Estrada Vado (1792–1869), nicaraguanischer Militär
- José María Estrada (1802–1856), nicaraguanischer Politiker, Präsident von Nicaragua
- Josep Roura i Estrada (1797–1860), katalanischer Chemiker
- Joseph Estrada (* 1937), (eigentlich: José Marcelo Ejército), philippinischer Schauspieler und Politiker, Staatspräsident der Philippinen
- Juan Francisco Estrada (* 1990), mexikanischer Profiboxer
- Juan Javier Estrada (* 1981), spanischer Radrennfahrer
- Juan José Estrada (1872–1947), nicaraguanischer Staatspräsident 1910 bis 1911
- Julio Estrada (* 1943), mexikanischer Komponist und Musikwissenschaftler
- Kevin Estrada (* 1982), kanadischer Eishockeyspieler
- Lizardo Estrada Herrera (* 1973), peruanischer Ordensgeistlicher, Weihbischof in Cuzco
- Lucas José Estrada Abadía (1938–1981), kolumbianischer Komponist
- Luis Estrada (Fußballspieler, 1942) (* 1942), mexikanischer Fußballspieler (El Ruso)
- Luis Estrada (Fußballspieler, 1948) (* 1948), mexikanischer Fußballspieler (El Chino)
- Luis María Estrada Paetau OP (1935–2011), guatemaltekischer Ordensgeistlicher und römisch-katholischer Bischof
- Luis Estrada Rodríguez (* 1962), mexikanischer Filmemacher
- Luis del Castillo Estrada (* 1931), uruguayischer Geistlicher, Altbischof von Melo
- Manuel José Estrada Cabrera (1857–1924), guatemaltekischer Staatspräsident 1898 bis 1920
- Manuel Pío López Estrada (1891–1971), mexikanischer Erzbischof
- Marco Estrada (* 1983), chilenischer Fußballspieler
- Marco Estrada (Baseballspieler) (* 1983), mexikanischer Baseballspieler
- María de Estrada, spanische Soldatin
- Michael Estrada (* 1996), ecuadorianischer Fußballspieler
- Pablo Antón Marín Estrada (* 1966), spanischer Autor
- Pascal Juan Estrada (* 2002), österreichischer Fußballspieler
- Pedro Ladislao González y Estrada (1866–1937), kubanischer römisch-katholischer Geistlicher und Erzbischof
- Pedro Nolasco Estrada Aristondo († 1804), guatemaltekischer Komponist
- Rafael González Estrada (1909–1994), guatemaltekischer römisch-katholischer Ordensgeistlicher, Weihbischof in Guatemala-Stadt
- Ramón Salazar Estrada (* 1963), mexikanischer Geistlicher, Weihbischof in Guadalajara
- Raúl Estrada (um 1910–2007), mexikanischer Fußballtorwart
- Refugio Estrada (1950–2024), mexikanischer Fußballspieler
- Roy Estrada (* 1943), US-amerikanischer Rocksänger und -bassist
- Tomás Estrada Palma (1835–1908), kubanischer Staatspräsident 1902 bis 1906
- Ulises Estrada (1934–2014), kubanischer Geheimdienstler, Politiker, Diplomat und Journalist
- Víctor Estrada (* 1971), mexikanischer Taekwondoin